# Узякское сельское поселение
Узякское се́льское поселе́ние — муниципальное образование в Тюлячинском районе Татарстана Российской Федерации.
Административный центр — посёлок Узяк.

## История
Статус и границы сельского поселения установлены Законом Республики Татарстан от 31 января 2005 года № 43-ЗРТ «Об установлении границ территорий и статусе муниципального образования "Тюлячинский муниципальный район" и муниципальных образований в его составе».

## Население
| 2010  | 2011  | 2012  | 2013  | 2014  | 2015  | 2016  |
| ----- | ----- | ----- | ----- | ----- | ----- | ----- |
| 1799  | ↗1800 | ↘1763 | →1763 | ↘1716 | ↗1719 | ↘1696 |
| 2017  | 2018  |       |       |       |       |       |
| ↘1687 | ↘1660 |       |       |       |       |       |

## Состав сельского поселения
| № | Населённый пункт | Тип населённого пункта          | Население |
| - | ---------------- | ------------------------------- | --------- |
| 1 | Алга             | деревня                         |           |
| 2 | Пановая Гора     | деревня                         |           |
| 3 | Петровский       | посёлок                         |           |
| 4 | Сауш             | село                            |           |
| 5 | Узяк             | посёлок, административный центр |           |
| 6 | Шармаши          | село                            |           |